# Maison de la mère de Beethoven
La Maison de la mère de Beethoven est le lieu de naissance de Marie-Madeleine Keverich (1746-1787), la mère de Ludwig van Beethoven. En 1975 un musée commémoratif de Beethoven y a été ouvert.
Elle présente l'histoire de la famille et accueille des expositions de sa jeunesse, y compris ses amitiés avec Franz Gerhard Wegeler et de son temps passé à Vienne. D'autres artistes, sont associés au musée : Sophie La Roche, Clemens Brentano, Bettina von Arnim et Henriette Sontag. Les expositions actuelles se retrouvent sous cette forme depuis la réouverture le 12 mai 2001, en coopération avec le Musée de la vallée moyenne du Rhin.
Depuis 2002, la Maison de la mère de Beethoven fait partie du patrimoine mondial de l'UNESCO Haute vallée du Rhin moyen.

## Source de traduction
- (de) Cet article est partiellement ou en totalité issu de l’article de Wikipédia en allemand intitulé « Mutter-Beethoven-Haus » (voir la liste des auteurs).